# Cynopterus minutus
Cynopterus minutus är en flyghund i släktet Cynopterus som förekommer i Sydostasien. Den klassificeras ibland som population av Cynopterus brachyotis men listas av standardverket Mammal Species of the World (2005) som god art. IUCN listar den som skild från C. brachyotis, men noterar att den eventuellt egentligen utgör ett artkomplex.
Cynopterus minutus når en kroppslängd (huvud och bål) av 76 till 83 mm, en svanslängd av 10 till 12 mm och en vikt av 19 till 24 g. Den har 54 till 59 mm långa underarmar och cirka 15 mm stora öron. Den korta pälsen på ovan- och på undersidan har en grå färg. Avvikande är en gulbrun krage kring axlarna. Huvudet kännetecknas av korta rörformiga näsborrar samt av trekantiga kuddar på underläppen. Dessutom har de mörkgråa öronen vita kanter. Artens flygmembran har en mörkgrå färg.
Denna flyghund lever på Borneo, Sumatra, Java, Sulawesi och på några mindre öar i regionen. Habitatet utgörs främst av skogar. Ibland uppsöker djuret jordbruksmark och människans samhällen.
Djuret har liksom andra släktmedlemmar frukter som föda. Ungarna föds vid slutet av årets två torrperioder efter 5 till 6 månader dräktighet. Antagligen vilar ägget några dagar efter befruktningen. Per kull föds en unge. Individerna blir könsmogna efter 7 månader och honor har sin första unge efter 12 månader.
Arten är inte utsatt för några större hot i beståndet och listas av IUCN som livskraftig (LC), men med förmodligen minskande populationsstorlek.